# Reimerswaal (historische stad)

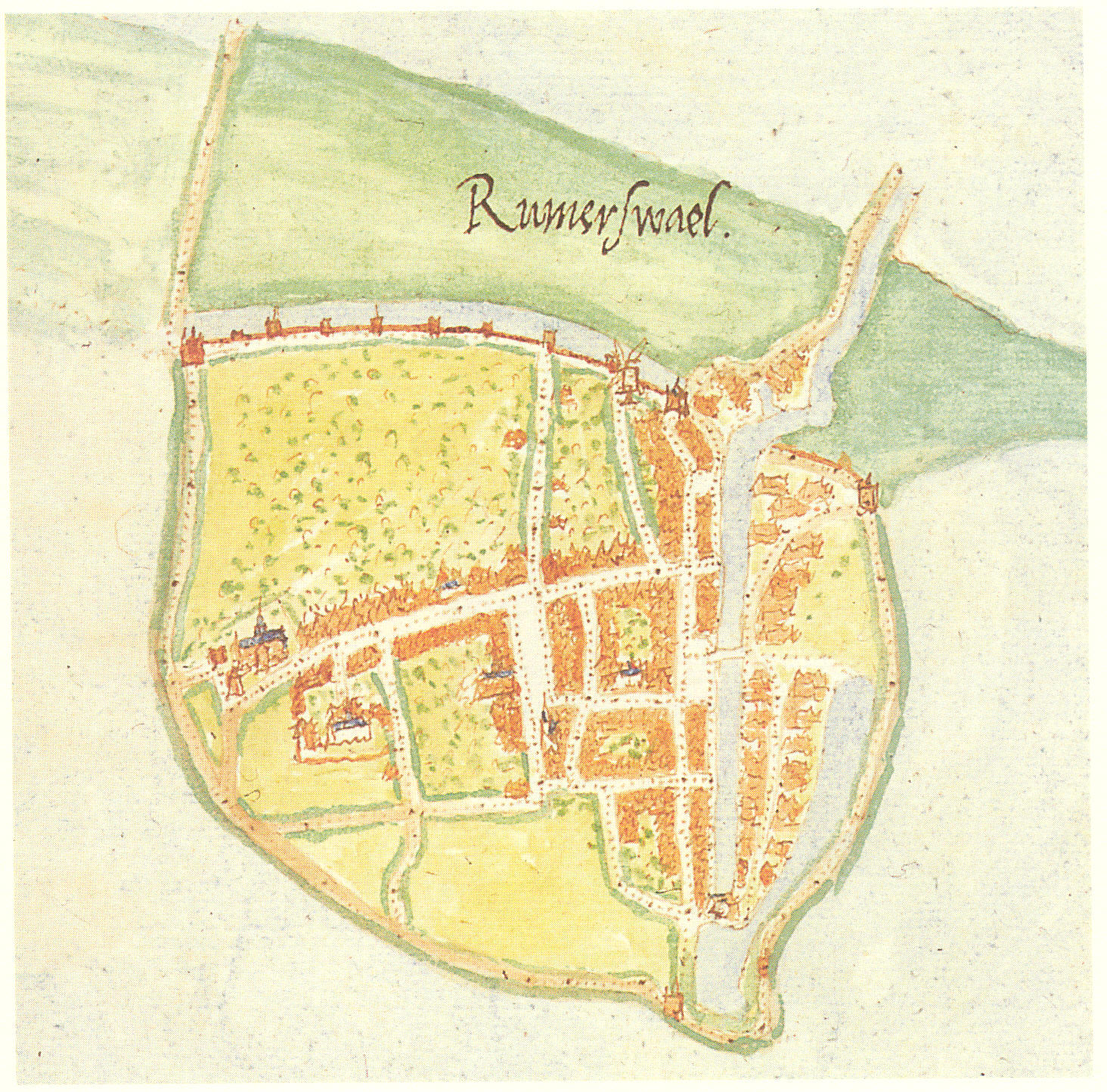
Reimerswaal door Jacob van Deventer, ca. 1569

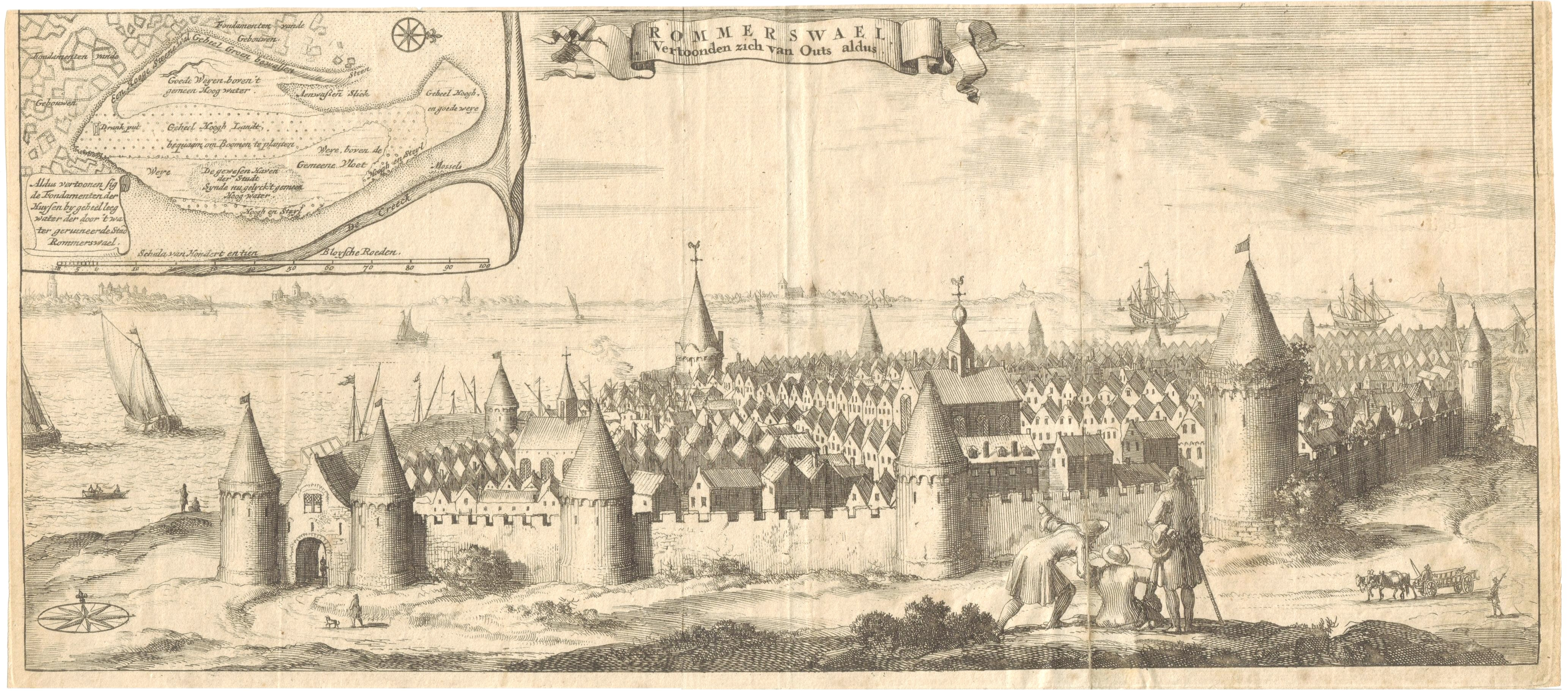
Gezicht op de stad Reimerswaal, vanaf de landzijde, vóór de stormvloed van 1570. Deze afbeelding is niet op de werkelijkheid gebaseerd

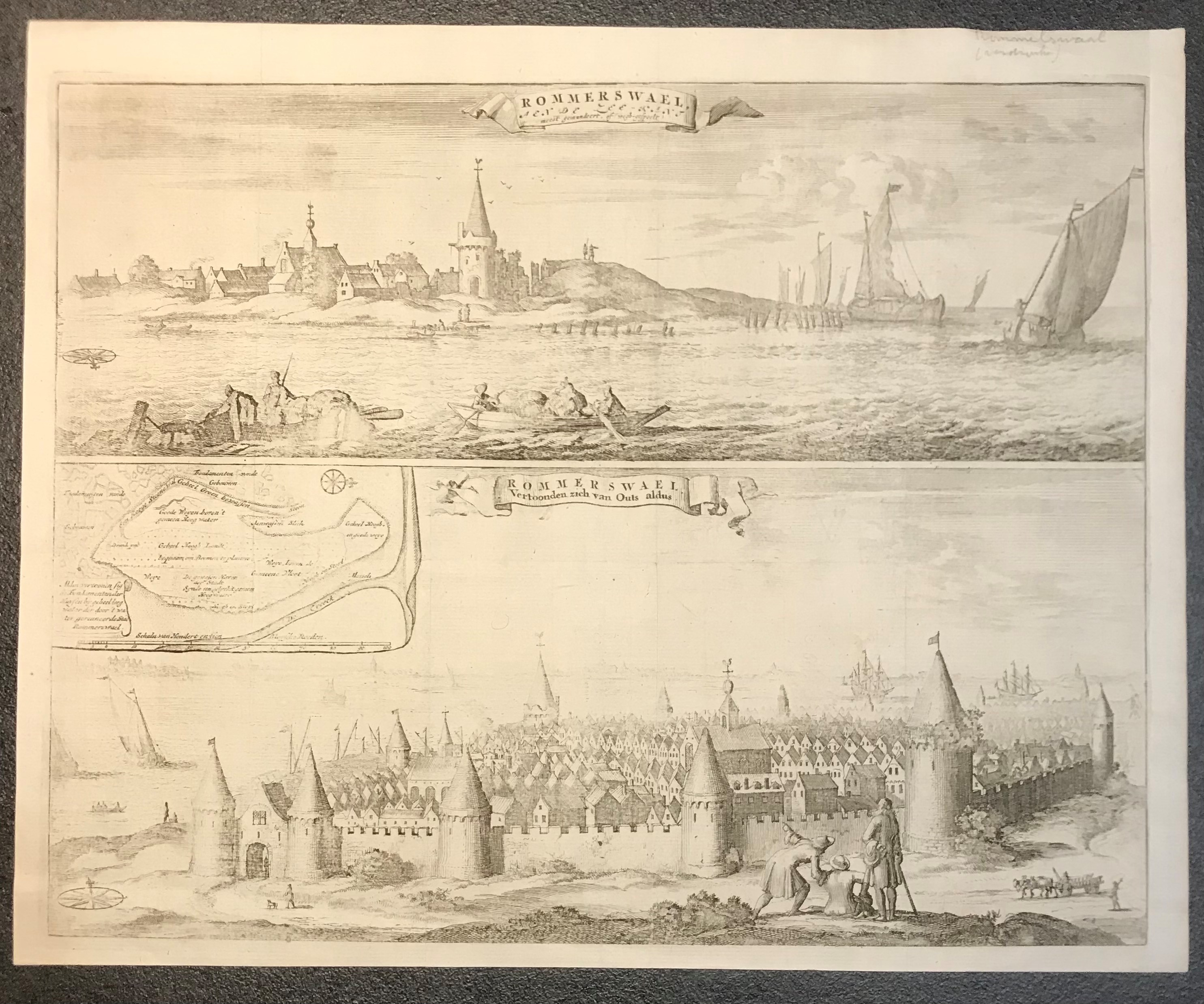
Rommerswael aan de Zee

De historische stad Reimerswaal, ook wel Rommerswael of Reymerswael genoemd, lag op Zuid-Beveland aan de zuidoever van de Oosterschelde, ruim vier kilometer ten zuidwesten van de stad Tholen. Het was gedurende de late middeleeuwen na Middelburg en Zierikzee de derde stad van Zeeland. Sinds het begin van de achttiende eeuw is Reimerswaal een verdronken stad. De overblijfselen van de stad zijn sinds 2017 archeologisch rijksmonument.

## Geschiedenis
De oorsprong van Reimerswaal is onduidelijk. Uit 1203 stamt de eerste melding van een uit Reimerswaal afkomstige inwoner. Reimerswaal verkreeg in 1375 stadsrechten, gemodelleerd naar die van Middelburg.
Dit was een bevestiging van de handelspositie die de stad had. Reimerswaal lag aan de Oosterschelde, destijds de belangrijkste aftakking van de Schelde, en het was een van de aanzienlijkste havens in de regio. De voornaamste handelswaar was meekrap waaruit een rode kleurstof gewonnen werd die bestemd was voor de Vlaamse markt. Het gewas werd in heel Zuid-Beveland verbouwd.
Gedurende de zestiende eeuw werd Reimerswaal steeds kwetsbaarder voor overstromingen. Door zoutwinning door moernering was de bodem rondom Reimerswaal ernstig verzakt geraakt. Op Sint Felix (zaterdag 5 november 1530) werd de streek geteisterd door een enorme stormvloed. Deze dag zou later bekend komen te staan als quade saterdach. De stad zelf werd niet weggevaagd door de Sint-Felixvloed maar een groot deel van het omliggende land wel. Er werd gedacht aan de herbedijking van het gebied ten oosten van Reimerswaal. Een nieuwe vloed in 1532 maakte echter aan deze hoop een einde. 2 november 1532 was er weer een grote stormvloed, waardoor de stad voorgoed werd afgesneden van Zuid-Beveland.
Zonder handelswaar en achterland raakte Reimerswaal in een grote economische crisis. Handel en nijverheid liepen snel terug in de stad. Bovendien had de stad op het steeds kleiner wordende eiland nauwelijks bescherming tegen de oprukkende zee. Op zijn kennismakingstocht door de Nederlanden voer kroonprins Filips II in september 1549 ook naar het wegkwijnende Reimerswaal.
Een volgende grote storm in 1551 verwoestte de herstelde dijken, waardoor ook de laatste dorpen rondom Reimerswaal verdwenen. Tevens liep de stad zelf wederom onder water. In 1555 brak de laatste dijk rond Reimerswaal door en drong het water op tot aan de stadsmuren. In 1557 smeet een nieuwe vloed de wallen omver waarbij veel huizen verloren gingen. In 1561 en 1563 volgden de watersnoden elkaar in snel tempo op. De meeste inwoners verlieten het eiland. Zij trachtten in Tholen of Zierikzee hun nering voort te zetten en een nieuw bestaan op te bouwen.
Een verdere misrekening was dat het stadsbestuur van Reimerswaal ten tijde van de Tachtigjarige Oorlog aan de kant van de Spaanse koning ging staan. De geuzen veroverden de stad op 24 juni 1572 en brandden Reimerswaal plat. Drie jaar lang was de stad verlaten. Toch keerden enkele bewoners terug in de hoop de stad op te bouwen. Dit lukte nauwelijks.
Aan het begin van de zeventiende eeuw was Reimerswaal gereduceerd tot een dorp bestaande uit enkele bouwvallige huizen. In 1626 en 1632 verkochten de Staten van Zeeland de restanten van de huizen en wallen en bevalen de ontruiming door de nog resterende bewoners. Die werden daarna vooral in Tholen gevonden. Aan het eind van de zeventiende eeuw resteerde van Reimerswaal een klein eiland met enkele ruïnes. Begin achttiende eeuw verdween ook dit laatste restant in de golven. Als het waterpeil buitengewoon laag staat zijn er nog  restanten van de stadsmuur zichtbaar.
In 1978 werd bij de aanleg van de Oesterdam geen rekening gehouden met de historische resten van Reimerswaal. Een vergelijking van topografische kaarten van 1916 met de situatie na de aanleg van de Dam maakt duidelijk dat de dam recht over het centrum van de stad ligt.

## Geboren in Reimerswaal
- Marinus van Reymerswale, schilder actief omstreeks 1540